# Deltote eublemmides
Deltote eublemmides is een vlinder uit de familie van de uilen (Noctuidae). De wetenschappelijke naam van deze soort is voor het eerst voorgesteld als Eustrotia eublemmides door Lionel Walter Rothschild in een publicatie uit 1915.
De soort komt voor in Indonesië (Papoea).